# Agrilus sulcipennis
Agrilus sulcipennis é uma espécie de inseto do género Agrilus, família Buprestidae, ordem Coleoptera.
Foi descrita cientificamente por Solier, 1849.